# Violanta (film)
Pour les articles homonymes, voir Violanta.
Pour plus de détails, voir Fiche technique et Distribution.
Violanta est un film suisse réalisé par Daniel Schmid et sorti en 1977.

## Synopsis
À la demande de sa belle-mère Violanta qui détient l'autorité sur toute la vallée, Silver quitte Venise et revient pour assister au mariage de sa demi-sœur Laura, née après son départ et qu'il n'a encore jamais vue. Violanta sait que les deux jeunes gens seront attirés l'un par l'autre. Mais elle a décidé du mariage entre Laura et David pour soustraire sa fille à sa propre famille de montagnards frustes. Le mariage de Laura et l'arrivée de Silver vont coincider avec la révélation de lourds secrets de famille dont Violanta cherche à se libérer.

## Fiche technique
- Titre : Violanta
- Réalisation : Daniel Schmid
- Scénario : Daniel Schmid et Wolf Wondratschek d'après l'histoire de Conrad Ferdinand Meyer Die Richterin
- Musique : Peer Raben
- Photo : Renato Berta
- Son : Peter Begert, Florian Eidenbenz
- Décors : Raul Gimenez
- Costumes : Ursula Rodel
- Montage : Ila von Hasperg
- Production : Jordan Bojilov, Peter-Christian Fueter
- Production exécutive : Daniel Carrillo, Éric Franck
- Sociétés de production : Condor-Films (Zurich), Artco-Film (Genève)
- Pays de production :  Suisse
- Langue originale : italien
- Format : couleur par Eastmancolor — 35 mm — son monophonique
- Genre : drame
- Durée : 95 minutes
- Dates de sortie :
  - Espagne : 20 septembre 1977 (Festival international du film de Saint-Sébastien)
  - Suisse alémanique : 10 mars 1978
  - France : 22 mars 1978
  - Suisse romande : avril 1978

## Distribution
- Lucia Bosè : Violanta
- Maria Schneider : Laura
- Lou Castel : Silver
- Gérard Depardieu : Fortunat
- Ingrid Caven : Alma
- Anne-Marie Blanc : la mère de Silver
- Marilú Marini : Theresa
- François Simon : Simon
- Luciano Simioni : David